# Goffredo da Bussero
Goffredo da Bussero, manchmal auch Gotifredo oder Gotofredo (* 8. Oktober 1220 in Bussero; † nach 1288 in Mailand), war ein italienischer Priester und Schriftsteller.

## Leben
Goffredo da Bussero wurde vom Priester Valo der Mailänder Kirche Santo Stefano ad Nuxigiam getauft. Seine Familie, die dem feudalen Geschlecht der Bussero angehörte, hatte mit der Gründung des Spitals Santo Stefano in Brolo, das bis zur Gründung des Ospedale Maggiore Mitte des 15. Jahrhunderts eine der wichtigsten medizinischen Einrichtungen der Stadt sein sollte, einen großen Beitrag für Mailand geleistet.
Er schlug, inspiriert durch das Beispiel seines Verwandten Pietro da Bussero, der Kanoniker in Monza, Diakon und dann Kardinal und Legat von Papst Urban III. in Ungarn geworden war, eine kirchliche Laufbahn ein
Goffredo war auch ein geschätzter Schriftsteller und Historiker, der vor allem als Verfasser des Liber Notitiae Sanctorum Mediolani bekannt ist, eines Manuskripts, das vermutlich um 1289 und sicherlich vor 1311 verfasst wurde. Er wird als Kaplan der Gemeinde von Rovello erwähnt. Im Liber sind neben den Hagiographien auch die Kirchen und Altäre der Mailänder Diözese aufgelistet, die den verschiedenen Heiligen geweiht sind. Er ist daher ein sehr wichtiges Dokument für die Datierung von Sakralbauten und für ein Bild vom Mailand des 13. Jahrhunderts. Der Text wurde von anderen wichtigen Schriftstellern zur Geschichte der Stadt Mailand wie Bonvesin de la Riva, Galvano Fiamma und Giorgio Giulini zitiert und als Quelle verwendet.
Der Originalcodex, der in einer einzigen Abschrift überliefert ist, befindet sich in der Biblioteca Capitolare des Mailänder Doms. Nach einigen Studien, die zu Beginn des 20. Jahrhunderts durchgeführt wurden, soll es sich um eine originalgetreue Kopie handeln, die zwischen dem Ende des 13. und dem Beginn des 14. Jahrhunderts erstellt wurde.
Ein weiteres Werk, für das Goffredo da Bussero bekannt ist, heißt Cronaca, das von Fiamma ausführlich zitiert wird und das Giulini als „Cronachetta di Filippo da Castelseprio“ identifiziert hat und das er unter diesem Namen herausgab. Das Werk ist als Chronik der wichtigsten Ereignisse in der Mailänder Geschichte vom 16. Jahr nach der Gründung Roms bis 1271 angelegt. Das Werk enthält zahlreiche grobe Lücken, wie z. B. das Fehlen der Erwähnung der Wahl von Ottone Visconti auf den erzbischöflichen Stuhl von Mailand, was sich dadurch erklären lässt, dass Bussero ein Guelfe war und daher die Familie Della Torre unterstützte.